# Autovía de La Mariña
La autovía de La Mariña (en gallego, Autovía da Mariña) o A-74 es un proyecto de vía terrestre de doble calzada y sentido, que se extenderá a lo largo del norte de la provincia de Lugo, en la comunidad autónoma de Galicia, discurriendo de forma paralela a la costa del Mar Cantábrico.
Originalmente se habría llamado Autovía de Conexión San Ciprián - Barreiros o A-82. El 30 de julio de 2015, Fomento inició la redacción del proyecto del tramo Barreiros-Foz de la autovía A-74: Barreiros-San Ciprián. El 1 de octubre de 2015 entró en vigor la nueva ley de Carreteras (ley 37/2015), por la cual se cambia la denominación a la Autovía de La Mariña.
Este proyecto tiene como objetivo la construcción de una autovía que una las localidades de San Ciprián, en el término municipal de Cervo y Barreiros, lo que supondrá una alternativa a la carretera nacional N-642, que discurre por la costa. Tendrá su origen en las proximidades de San Ciprián, donde enlazará con la Vía de Alta Capacidad de la Costa Norte, de titularidad autonómica, en su mayoría sin terminar (salvo la variante de Ortigueira, y el tramo Area-San Ciprián, ya en funcionamiento). Enlazará en Barreiros con la autovía A-8.
Según la planificación de la Junta de Galicia, esta nueva infraestructura sería la continuación del eje viario de alta capacidad entre Ferrol y San Ciprián, y cerraría el triángulo formado por la autovía del Cantábrico A-8, en el tramo gallego entre Ribadeo y Baamonde, y la autovía AG-64.

## Características
La alternativa seleccionada tiene una longitud de unos 33,6 km. La sección tiene dos calzadas de 7 metros de ancho, con arcenes exteriores de 2,5 m, interiores de 1 m, y una mediana con un ancho de 5 m. Se han proyectado un total de 5 enlaces: San Ciprián (p.k. 0+000), Burela (p.k. 14+000) Cangas de Foz (16+500), Foz (23+100) y Espiñeira (32+800).
También se prevén numerosos viaductos: río Cobo (120 m), río Xunco (190 m), rego Real (90 m), enlace de Cangas (95 m), Alemparte (260 m), Castrillón (340 m), río Ouro (580 m), rego do Muiño (200 m), río Centiño (630 m), Bao (260 m) y río Masma (210 m).

## Tramos
| Denominación | Tramo                                                  | Kilómetros | Estado (2025)                                                                            |
| ------------ | ------------------------------------------------------ | ---------- | ---------------------------------------------------------------------------------------- |
|              | Barreiros A-8 - Foz Subtramo: Barreiros A-8 - O Carmen | 6,3        | Proyecto terminado (aprobado provisionalmente) (pendiente someter a información pública) |
|              | Barreiros A-8 - Foz Subtramo: O Carmen - Foz           | 4,8        | Proyecto terminado (aprobado definitivamente) (pendiente licitación de obras)            |
|              | Foz - Burela                                           | 9,2        | Proyecto terminado (sometida a información pública) (pendiente licitación de obras)      |
|              | Burela - San Ciprián CG-2.3                            | 13,3       | Estudio informativo aprobado (DIA aprobada) (pendiente licitación de proyecto)           |

## Salidas (en proyecto)
| Velocidad | Esquema | Salida | Sentido Asturias (descendente) | Sentido Vivero (ascendente) | Carretera | Señal |
| --------- | ------- | ------ | ------------------------------ | --------------------------- | --------- | ----- |
|           |         | 0      | San Ciprián Vivero             | San Ciprián Vivero          | CG-2.3    |       |
|           |         | 1      | Burela                         | Burela                      | N-642     |       |
|           |         | 2      | Cangas de Foz                  | Cangas de Foz               | N-642     |       |
|           |         | 3      | Foz                            | Foz                         | N-642     |       |
|           |         | 4      | Espiñeira Baamonde Ribadeo     | Espiñeira Baamonde Ribadeo  | A-8       |       |